# Kongelige Norske Marines Musikkorps
Kongelige Norske Marines Musikkorps (KNMM), tidigare Marinemusikken, är en av de fem professionella musikkårer som lyder under Forsvarets musikk i Norge och en av två inom det norska Sjøforsvaret. Kåren består av 29 anställda yrkesmusiker.
Musikkåren bildades 1820 i Stavern, men är sedan 1949/1950 baserat i Horten. Kåren avhåller ungefär 150 konserter i året.
2003 vann Kongelige Norske Marines Musikkorps Spellemannprisen i kategorin "Viser og viserock" för albumet I dur og brott som kåren gjorde tillsammans med Erik Bye.
Sedan hösten 2014 är Bjarte Engeset kårens chefsdirigent.

## Diskografi
Album
- 1994 – Marche Militaire (med Michael Antrobus)
- 1998 – New Orleans Parade (med The Brazz Brothers)
- 2002 – In the Navy (med Nigel Boddice)
- 2003 – I dur og brott (med Erik Bye)
- 2004 – African Marketplace (med The Brazz Brothers)
- 2005 – Høvdingen (med Erik Bye)
- 2006 – The Golden Age Of The Cornet (med Ingar Bergby og Ole Edvard Antonsen)
- 2008 – Der det er vann er det båter
- 2008 – Tveitt - Music for Wind Instruments
- 2011 – Sousa - Music for Wind Band - 10